# 帝王的冠冕
《帝王的冠冕》 是英國作曲家華爾頓的音樂作品，為一首進行曲，完成於1937年，並於1963年作出修改。
本曲是受英國廣播公司委約創作，原來被安排作為英皇愛德華八世於1937年5月12日的官方正式登基時所演奏的。不過，創作期間，愛德華八世宣佈退位，其弟喬治六世接任。因此，樂曲便變成於喬治六世登基時使用，並作為其母親瑪麗皇太后的進場音樂。
另外，名義上樂曲雖然是為官方的登基儀式當日才使用，但首演卻早在三天前（5月9日）透過電台廣播播放，由英國廣播電台交響樂團演奏，指揮為雷寶德（Clarence Raybould）。至於在音樂廳內的首演，則遲至8月28日於倫敦舉行，由作曲家親自指揮同一個樂團演奏。
後來喬治六世的女兒，即現時伊利沙伯二世於1953年登基時，本曲再次奏起，自此以後，樂曲便成為了代表近代英國皇室的音樂作品。就連2011年4月29日，王儲查爾斯皇子的長子威廉王子大婚典禮中，亦有演奏本曲。
曾有音樂評論戲言本曲有如同袍艾爾加的第六首「威風凜凜進行曲」（Pomp and Circumstance March No. 6），原因是樂曲的舖排和感覺都和艾爾加所寫的五首近乎相近，反而缺乏了華爾頓的個人風格。不過，亦因為此，這首樂曲才得以成為華爾頓的其中一首廣為人知的代表作。
作曲家的手稿已收藏於美國耶魯大學的Beinecke Rare Book and Manuscript Library內。

## 樂曲資料

### 樂隊編制 (1963年版本)
- 木管樂器：3長笛（第3長笛兼任短笛）、2雙簧管、英國管、2單簧管、低音單簧管、2巴松管、低音巴松管
- 銅管樂器：4圓號、3小號、3長號、大號
- 敲擊樂器（共3名樂手）：定音鼓、大鼓、小鼓、次中音鼓Tenor drum、鈸、三角鐵、鑼、鐘琴、管鐘
- 鍵盤樂器：管風琴（非必須的）
- 絃樂器：第1小提琴、第2小提琴、中提琴、大提琴、低音提琴

### 曲式
為重覆的二段體，加上新的結尾部份。

### 演奏時間
約為7分鐘。

### 其他版本
- 作曲家1963年修改版本：主要是將第一部份的重覆旋律部份刪去，以及將過場至第二部份及結尾部份縮短。管風琴及鐘琴部份均大幅刪減。其發行商牛津大學出版社現時銷俈的版本均以此為準，但原版則亦可透過租賃方式獲得。
- Vilem Tausky 版本 (1967)：將木管改為雙管制，並減去1支小號和管風琴，大號為非必須樂器，是被作曲家認可的改編版本。

## 注譯
1. ↑  Craggs, p.27.
2. ↑  Craggs, p.108.
3. ↑  . The Musical Times. August 1937, 78 (1134): 708–710. JSTOR 923351. doi:10.2307/923351.
4. ↑  Avery, Kenneth. . Music & Letters. January 1947, 28 (1): 1–11  [2008-09-21]. JSTOR 854707. doi:10.1093/ml/28.1.1.